# فیصل الغامدی
فیصل الغامدی (عربی: فيصل الغامدي؛ زادهٔ ۱۳ اوت ۲۰۰۱) بازیکن فوتبال اهل عربستان سعودی است.
از باشگاه‌هایی که در آن بازی کرده‌است می‌توان به باشگاه فوتبال الاتفاق اشاره کرد.
وی همچنین در تیم‌های ملی فوتبال زیر ۲۳ سال عربستان سعودی و عربستان سعودی بازی کرده‌است.